# باشگاه فوتبال لوکرن اوست والاندرن
باشگاه فوتبال لوکرن اوست والاندرن (انگلیسی: K.S.C. Lokeren Oost-Vlaanderen) یک باشگاه فوتبال است که در سال ۱۹۲۳ در لوکرن بلژیک تأسیس شده‌است و در حال حاضر در لیگ برتر فوتبال بلژیک حضور دارد.

## افتخارات
- لیگ برتر:
  - نائب قهرمانی (۱): ۸۱–۱۹۸۰
- لیگ دو:
  - قهرمانی (۱): ۹۶–۱۹۹۵
- جام حذفی:
  - قهرمانی (۲): ۱۲–۲۰۱۳، ۱۴–۲۰۱۳
  - نایب قهرمانی (۱): ۸۱–۱۹۸۰
- سوپر جام:
  - نائب قهرمانی (۲): ۲۰۱۲، ۲۰۱۴